# Camponotus fumidus
Camponotus fumidus är en myrart som beskrevs av Julius Roger 1863. Camponotus fumidus ingår i släktet hästmyror, och familjen myror.

## Underarter
Arten delas in i följande underarter:
- C. f. dominicensis
- C. f. fraterculus
- C. f. fumidus
- C. f. haytianus
- C. f. illitus
- C. f. imbecillus
- C. f. soulouquei
- C. f. toltecus